# Ioánnis Vilarás
Ioánnis Vilarás (en grec moderne : Ιωάννης Βηλαράς) est un écrivain grec du XVIIIe siècle, né en 1771 à Cythère, dans les îles ioniennes, alors sous suzeraineté vénitienne, et mort en 1823. Il est l'un des plus importants écrivains des Lumières néohelléniques. Il est mort en 1823 à Zagóri, région du nord-ouest de la Grèce faisant à cette époque partie de l'Empire ottoman.

## Biographie

### Sa jeunesse
Ioánnis Vilarás est né en 1771 à Cythère dans la partie de la Grèce sous domination vénitienne. Il fait ses études à Padoue où il étudie, comme bon nombre de jeunes notables, la médecine.

### Ses influences littéraires
Après ses études il déménage à Ioannina, la ville natale de son père, lui aussi médecin. Il se lie lors de ce séjour avec Ali Pacha et l'écrivain grec Athanásios Psalídas. Il s'enfuit de cette ville quand elle est reprise par les troupes fidèles à l'Empire ottoman. Il déménage à Zagóri où il meurt la même année, en 1823, dans la pauvreté la plus totale. Il est considéré comme le père de la littérature grecque contemporaine.

## Style littéraire
Ioánnis Vilarás est l'un des premiers poètes grecs modernes à favoriser la langue du peuple, le démotique, qu'il utilise singulièrement de manière phonétique. Son œuvre principale, Romeiki glosa, imprimée en 1814 à Corfou, constitue un recueil de poèmes épiques et didactiques.